# Burmesisk ponny
Den burmesiska ponnyn är en hästras av ponnytyp som härstammar från Myanmar. Rasen avlades fram av lokala stammar i Shanstaten i Burma och kallas därför även Shanponny. Rasen används mest som packhäst eller till transport samt också till hästpolo, även om de inte är speciellt snabba. Ponnyn är en väldigt lugn bergshäst som är säker på foten och väl anpassad till klimatet i Burma.

## Historia
Den burmesiska ponnyn har avlats fram av de stammar av bergsfolk i Shanstaten i Burma. Ponnyn har troligtvis avlats fram ur den primitiva mongoliska vildhästen Przewalski, samt den mongoliska ponnyn och har mycket gemensamt med vissa indiska hästraser som Manipuri, Bhutiaponny och Spitiponny. Även vilda hästar i Himalayaområdet som användes i utvecklingen av de indiska raserna kan ha använts för att få fram den burmesiska ponnyn. 
Burmaponnyerna var först avsedda för att användas som lätt ridhäst, packhäst och även som jordbrukshäst då de var tillräckligt små för att ta sig igenom den tuffa bergsterrängen samtidigt som de var så pass starka att de kunde bära vuxna män och packning upp för de branta bergen. Efter att Burma blev en brittisk koloni användes de små ponnyerna även till hästpolo som bev en mycket populär sport bland kolonisterna. Detta trots att ponnyerna inte var särskilt snabba eller atletiska. Troligtvis var dessa ponnyer de enda hästar som gick att få tag på i Burma. 
1887 reds en Burmesisk ponny nästan 300 mil av äventyraren George Younghusband. Det finns även en bok skriven av Younghusband själv där han beskriver sin resa där han upptäckte de inre delarna av Burma till häst. Även teckningar gjorda av författaren finns med i boken och han skriver stolt om den burmesiska ponnyn som han kallade Joe som tog honom genom den tuffaste terrängen i Burmas bergstrakter. 
Idag används Burmaponnyerna fortfarande till lättare jordbruk och transport men även till lättare ridning för barn och traditionen med att använda ponnyerna i lokala polospel förekommer också.

## Egenskaper
Den burmesiska ponnyn är en väldigt primitiv ponny med ibland dåligt utvecklad exteriör. Men Burmaponnyer är stabila, tålmodiga och väldigt säkra på foten. Huvudet har en rak nosprofil, nacken är muskulös och hovarna är hårda och tåliga. 
Ponnyerna är sunda av naturen och klarar sig på lite bete. Ponnyerna har ganska korta rörelser som underlättar i bergig terräng. Burmaponnyn har blivit mer och mer populär som ridponny för barn då de är väldigt lugna, tålmodiga och arbetsvilliga hästar. 